# Julius Yego
Julius Kiplagat Yego (Cheptonon, 4 gennaio 1989) è un giavellottista keniota, campione mondiale a Pechino 2015 e medaglia d'argento ai Giochi olimpici di Rio de Janeiro 2016.

## Palmarès
| Anno | Manifestazione          | Sede           | Evento                 | Risultato | Prestazione | Note                                     |
| ---- | ----------------------- | -------------- | ---------------------- | --------- | ----------- | ---------------------------------------- |
| 2010 | Campionati africani     | Nairobi        | Lancio del giavellotto | Bronzo    | 74,51 m     | Miglior prestazione personale stagionale |
| 2010 | Giochi del Commonwealth | Delhi          | Lancio del giavellotto | 7º        | 69,60 m     |                                          |
| 2011 | Giochi panafricani      | Maputo         | Lancio del giavellotto | Oro       | 78,34 m     | Record nazionale                         |
| 2012 | Campionati africani     | Porto-Novo     | Lancio del giavellotto | Oro       | 76,68 m     |                                          |
| 2012 | Giochi olimpici         | Londra         | Lancio del giavellotto | 11º       | 77,15 m     | Record nazionale                         |
| 2013 | Mondiali                | Mosca          | Lancio del giavellotto | 4º        | 85,40 m     | Record nazionale                         |
| 2014 | Giochi del Commonwealth | Glasgow        | Lancio del giavellotto | Oro       | 83,87 m     |                                          |
| 2014 | Campionati africani     | Marrakech      | Lancio del giavellotto | Oro       | 84,72 m     |                                          |
| 2015 | Mondiali                | Pechino        | Lancio del giavellotto | Oro       | 92,72 m     | Miglior prestazione mondiale stagionale  |
| 2016 | Giochi olimpici         | Rio de Janeiro | Lancio del giavellotto | Argento   | 88,24 m     | Miglior prestazione personale stagionale |
| 2017 | Mondiali                | Londra         | Lancio del giavellotto | 13º       | 76,29 m     |                                          |
| 2018 | Giochi del Commonwealth | Gold Coast     | Lancio del giavellotto | 13º (q)   | 74,55 m     |                                          |
| 2018 | Campionati africani     | Asaba          | Lancio del giavellotto | Oro       | 77,34 m     |                                          |
| 2019 | Giochi panafricani      | Rabat          | Lancio del giavellotto | Oro       | 83,73 m     | Record dei Giochi                        |
| 2019 | Mondiali                | Doha           | Lancio del giavellotto | Finale    | nm          |                                          |
| 2021 | Giochi olimpici         | Tokyo          | Lancio del giavellotto | 24º (q)   | 77,34 m     | Miglior prestazione personale stagionale |
| 2022 | Campionati africani     | Saint Pierre   | Lancio del giavellotto | Oro       | 79,62 m     |                                          |
| 2022 | Mondiali                | Eugene         | Lancio del giavellotto | 14º (q)   | 79,60 m     |                                          |
| 2022 | Giochi del Commonwealth | Birmingham     | Lancio del giavellotto | Bronzo    | 85,70 m     | Miglior prestazione personale stagionale |
| 2023 | Mondiali                | Budapest       | Lancio del giavellotto | 17º (q)   | 78,42 m     |                                          |
| 2024 | Giochi panafricani      | Accra          | Lancio del giavellotto | Argento   | 81,74 m     |                                          |
| 2024 | Campionati africani     | Douala         | Lancio del giavellotto | Oro       | 80,24 m     |                                          |
| 2024 | Giochi olimpici         | Parigi         | Lancio del giavellotto | 5º        | 87,72 m     | Miglior prestazione personale stagionale |

## Altre competizioni internazionali
2014
- 4º in Coppa continentale ( Marrakech), lancio del giavellotto - 83,06 m